# Тоннель Актион — Превеза
Подводный тоннель Актион — Превеза (греч. Υποθαλάσσια σήραγγα Πρέβεζας - Ακτίου) — подводный автодорожный тоннель на западе Греции, под проливом Превеза в устье залива Амвракикос Ионического моря. Связывает периферии Западная Греция и Эпир. Единственный подводный тоннель в стране. Общая длина 1570 м. У северного конца тоннеля находится город Превеза, у южного — мыс Актион. Является частью европейского маршрута E952. Строительство завершено в июне 2002 года. Считается одним из важнейших проектов развития в Греции: в сочетании с мостом Рион — Андирион он станет решающим фактором в развитии Западной Греции и особенно Эпира.
До строительства подводного туннеля в деревне Актион был оживлённый порт, который обслуживал паромное сообщение с Эпиром.
Тоннель имеет по одной полосе шириной 4 м и одной пешеходной дорожке шириной 1,3 м в каждую сторону.
Тоннель построен строительной компанией Christiani & Nielsen. Общая стоимость строительства составила около 90 млн евро. Проезд через тоннель платный, стоит 3 евро.